# Elyptron emplecta
Elyptron emplecta là một loài bướm đêm trong họ Noctuidae.